# اشتاینز؛گیت
اشتاینز؛گیت یک رمان تصویری علمی-تخیلی منتشر شده در سال ۲۰۰۹ و توسعه یافته توسط 5pb. و نیتروپلاس می‌باشد. این رمان، دومین بازی از سری ساینس ادونچر پس از کیاس؛هد است. داستان رمان دربارۀ گروهی از دانشجویان است که در حال کشف و توسعۀ تکنولوژی لازم برای تغییر گذشته هستند. گیم‌پلی اشتاینز؛گیت شامل سناریوهای منشعب همراه با تعامل می‌باشد.
اشتاینز؛گیت در اکتبر ۲۰۰۹ برای ایکس باکس در ژاپن منتشر شد. این بازی در اوت ۲۰۱۰ به ویندوز، ژوئن ۲۰۱۱ به پلی‌استیشن همراه، اوت ۲۰۱۱ به آی‌اواس، می ۲۰۱۲ به پلی‌استیشن ۳، مارس ۲۰۱۳ به پلی‌استیشن ویتا و ژوئن ۲۰۱۳ به اندروید پورت شد. جاست یواس‌ای نسخۀ پی‌سی این بازی را در مارس ۲۰۱۴ در آمریکای شمالی منتشر کرد. پی‌کیوب نسخه‌های پی‌اس۳ و ویتا را در ۲۰۱۵ در اروپا و آمریکای شمالی منتشر نمود. نسخهٔ آی‌اواس نیز به زبان انگلیسی در سپتامبر ۲۰۱۶ انتشار یافت. این بازی از سوی تیم توسعه به عنوان یک بازی ماجراجویی علمی گمان‌پردازانه توصیف شده است.
اقتباس مانگای این بازی توسط یومی ساراچی تولید شده و از ۲۰۰۹ تا ۲۰۱۳ سریال‌سازی گشته و بعداً از ۲۰۱۵ تا ۲۰۱۶ در آمریکای شمالی چاپ شده است. مجموعهٔ مانگای دومی نیز که توسط کنجی میزوتا مصور شده، دسامبر ۲۰۰۹ در مانثلی کمیک بلید از ماگ گاردن شروع به سریال‌سازی شد. یک اقتباس مجموعه تلویزیونی انیمه به تولیدی استودیو وایت فاکس از آوریل تا سپتامبر ۲۰۱۱ در ژاپن پخش شد و در آمریکای شمالی تحت لایسنس فانیمیشن قرار گرفت. یک فیلم انیمه آوریل ۲۰۱۳ در سینماهای ژاپن به پخش درآمد. یک بازی دیگر با عنوان اشتاینز؛گیت: لاینیر باوندد فنوگرام در آوریل ۲۰۱۳ منتشر شد.
بازی دیگری با عنوان اشتاینز؛گیت ۰ که دنبالهٔ داستان است، در دسامبر ۲۰۱۵ برای پی‌اس۳ و ویتا منتشر شد و در ۲۰۱۸ یک اقتباس انیمه نیز دریافت کرد. در ۲۰۱۹ بازخلقی از رمان تصویری اصلی با عنوان اشتاینز؛گیت الیت برای پی‌اس۴، پی‌اس ویتا، نینتندو سوئیچ و استیم منتشر گشت. شخصیت‌های حاضر در این بازخلق بریده شده از صحنه‌های مختلف انیمهٔ اشتاینز؛گیت می‌باشند.
اخبار تولید بازخلقی دیگر با عنوان اشتاینز؛گیت ری:بوت به طور رسمی در اکتبر ۲۰۲۴ اعلام شد. تاریخ انتشار آن در ۲۰۲۵ خواهد بود. این بازخلق داستان رمان تصویری اصلی را همراه با گرافیک و داستان‌هایی جدیدتر ارائه می‌دهد. یک دنبالهٔ موضوعی که عنوان آن به‌طور‌آزمایشی اشتاینز؛؟؟؟ است، در حال توسعه بوده و تاریخ انتشاری برای آن اعلام نشده است.

## گیم‌پلی

صحنه‌ای در بازی اشتاینز؛گیت که سیستم فون تریگر را نمایش می‌دهد. خواننده می‌تواند با انتخاب یکی از لینک‌های آبی به پیام موردنظر پاسخ دهد.

گیم‌پلی اشتاینز؛گیت تعامل زیادی از خواننده نمی‌خواهد و بیشتر زمان بازی به خواندن متون داستانی (شامل دیالوگ میان شخصیت‌های مختلف و افکار شخصیت اصلی داستان) که بر روی صفحه نمایش نشان داده می‌شود، می‌گذرد. همچون بسیاری از رمان‌های تصویری، نقاط مشخصی در طول اشتاینز؛گیت وجود دارد که خواننده می‌تواند با انتخاب‌هایش بر مسیر داستانی بازی اثر بگذارد. در این نقاط مشخص، اشتاینز؛گیت به خواننده سیستم "فون تریگر" (フォーントリガー phone trigger) را ارائه می‌دهد. هنگامی که خواننده در طول بازی یک تماس تلفنی دریافت می‌کند، می‌تواند به آن جواب دهد یا آن را نادیده بگیرد. پیامک‌های دریافتی نیز حاوی کلمات مشخصی‌اند که زیرشان خطکشی شده و آبی رنگ هستند. خواننده با انتخاب این کلمات، می‌تواند به پیام‌ها پاسخ دهد. بیشتر تماس‌ها یا پیام‌ها نیازمند پاسخ نیستند؛ گرچه مواقع مشخصی در بازی وجود دارد که خواننده باید وارد عمل شود. بسته به اینکه خواننده چگونه به تماس‌ها و پیام‌ها پاسخ می‌دهد، داستان در جهت مشخصی جلو می‌رود.

## داستان

### محیط و درونمایه‌های داستان

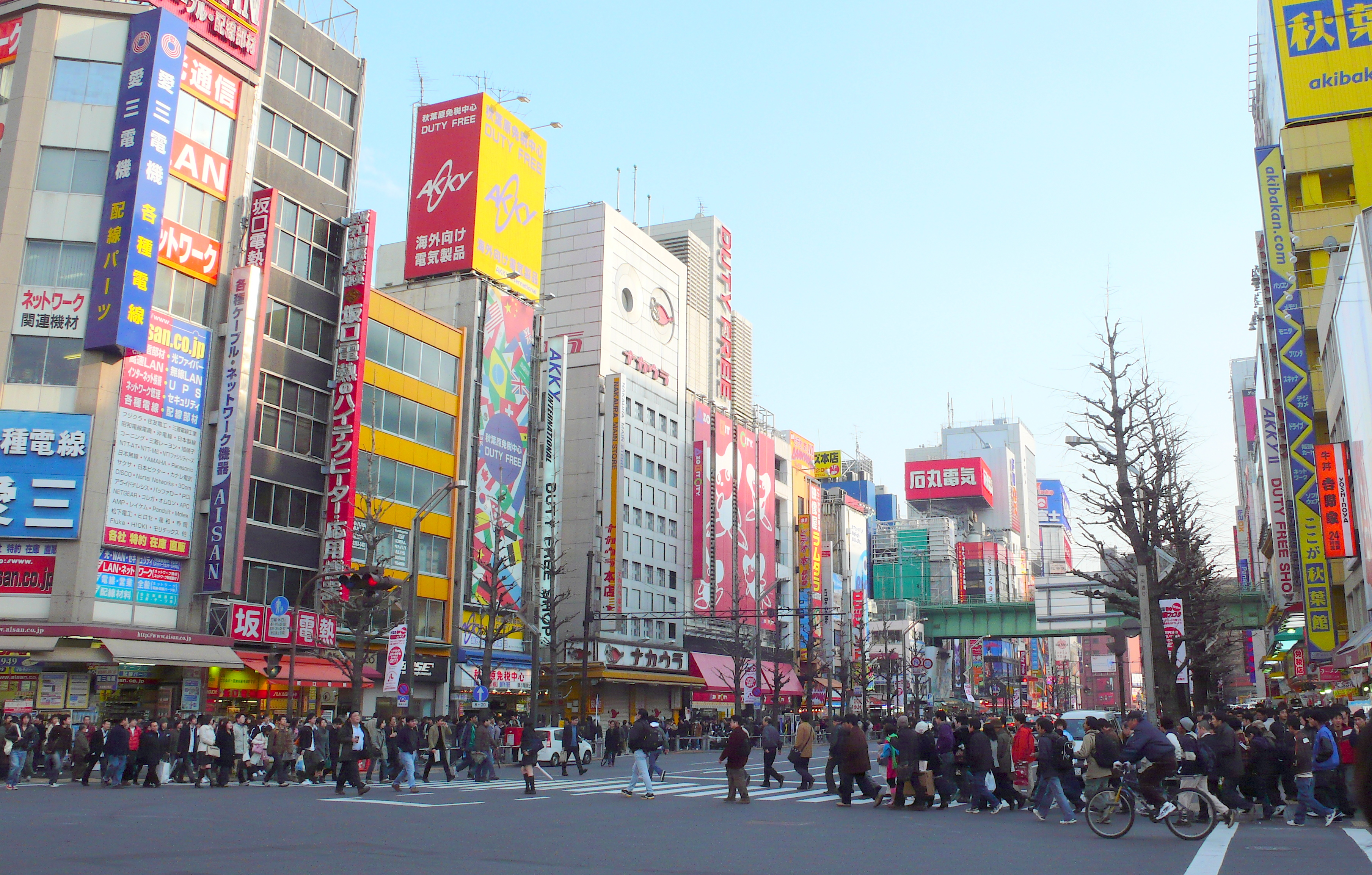
آکیهابارا؛ مکان اصلی داستان که اشتاینز؛گیت در آن روایت می‌شود.

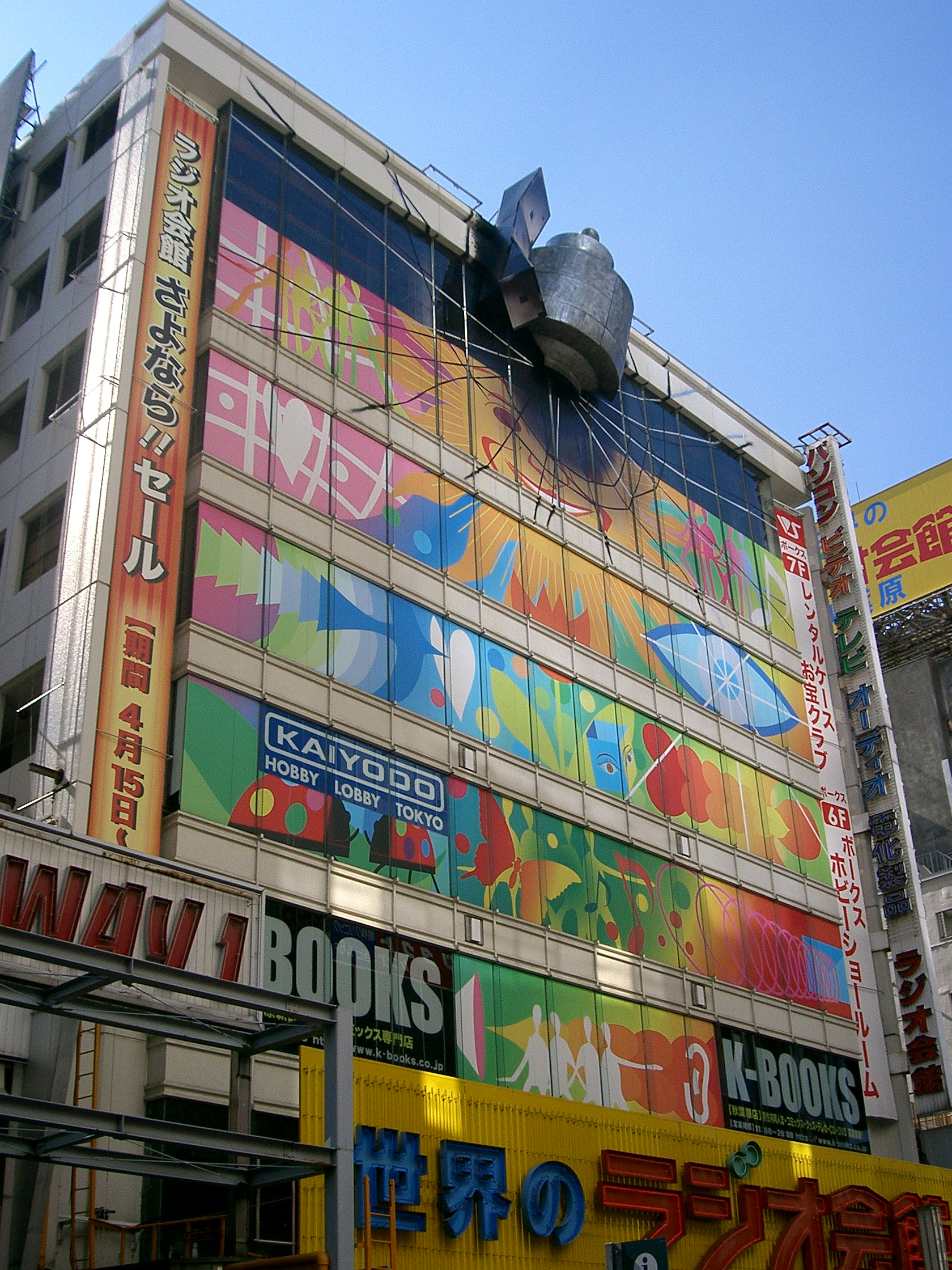
ساختمان قدیمی رادیو کایکان آکیهابارا در اکتبر ۲۰۱۱

اشتاینز؛گیت در تابستان ۲۰۱۰ و آکیهابارا قرار گرفته؛ تقریباً یکسال پس از وقایعی که در کیاس؛هد رخ دادند. مکان‌های فیزیکی آکیهابارا مثل ساختمان رادیو کایکان در بازی قابل مشاهد‌ه‌اند. به گفتۀ چیومارو شیکورا، کسی که سرپرستی برنامه‌ریزی برای اشتاینز؛گیت را بر عهده داشت، آکیهابارا به این خاطر به عنوان مکان داستان انتخاب شد که مکانی آسان برای دسترسی به قطعات سخت‌افزاری بوده و نیز مکانی ایده‌آل برای افراد علاقه‌مند به اختراع و سرهم‌بندی کردن چیزها می‌باشد. مفهوم زمان و سفر در زمان درونمایه‌های اصلی بازی می‌باشند. مفهوم علت و معلول به‌ طور برجسته در بازی نشان داده می‌شود و قهرمان داستان بارها در زمان به عقب برمی‌گردد تا برای تغییر آنچه در آینده رخ داده، اقدامات مختلفی انجام دهد. اشتاینز؛گیت شامل عناصر علمی-تخیلی سخت نیز می‌باشد.

### شخصیت‌ها
اوکابه رینتارو (岡部 倫太郎 Okabe Rintarō)
بازیکن نقش قهرمان اشتاینز؛گیت، اوکابه رینتارو را بر عهده می‌گیرد. رینتارو فردی غیرعادی و دانشمند دیوانه خودخوانده است که معمولاً خودش را با نام مستعار هوئوئین کیوما (鳳凰院 凶真 Hōōin Kyōma) فرا می‌خواند. مایوری و دارو او را با نام "اوکارین" (オカリン) فرا می‌خوانند، واژه‌ای ترکیبی از نام و نام خانوادگی رینتارو. او ۱۸ ساله و دانشجویی سال اولی در دانشگاه دِنکی توکیو بوده، نیز مؤسس آزمایشگاهی است که او آن را "آزمایشگاه گجت آینده" (未来ガジェット研究所 Mirai Gajetto Kenkyūjo) نامیده و به خود لقب "عضو آزمایشگاه شمارۀ ۰۰۱" را داده است (چون او نخستین فردی است که عضو آن شده است). رینتارو در ابتدا ظاهراً فردی توهمی و بدگمان است که مکرراً از یک "سازمان" یاد می‌کند که به دنبالش هستند، با خودش با تلفن حرف می‌زند و معمولاً به خنده‌های شیطانی مشغول می‌شود. او به خاطر این گونه رفتارهایش، شدیداً مورد تمسخر قرار می‌گیرد؛ مخصوصاً از جانب کوریسو و ایتارو و نیز به عنوان یک چونیبیو شناخته می‌شود. گرچه همچنان که داستان پیش می‌رود، او ملایم‌تر می‌شود و نشان می‌دهد که در اعماق وجود فردی مهربان و وفادار است و شخصیت هوئوئین کیوما هم به عنوان شکلی برای سرگرم کردن و راهی برای پوشاندن تزلزل‌هایش می‌باشد. همچنان که او سفر در زمان را آزمایش می‌کند، پی می‌برد که او تنها کسی است که توانایی تشخیص تغییرات میان خط‌زمان‌های مختلف را دارد؛ توانایی که او آن را "اشتاینر خواندن" نامیده است. دلیل این توانایی هرگز توضیح داده نشده؛ گرچه اشاره شده تبی که در دوران کودکی در هنگامۀ بحران Y2K داشته، با این توانایی مرتبط است.
ماکیسه کوریسو (牧瀬 紅莉栖 Makise Kurisu)
ماکیسه کوریسو نقش اصلی زن داستان، ۱۸ ساله و عضو آزمایشگاه شمارۀ ۰۰۴ می‌باشد. او محقق علوم اعصاب در یکی از دانشگاه‌های آمریکا بوده و می‌تواند به راحتی به زبان انگلیسی صحبت کند و آن را بخواند. کوریسو به شدت در زمینۀ تحقیقاتی‌اش بااستعداد است، به‌طوری که با وجود سن کمش موفق شد یکی از مقالاتش را در مجلۀ دانشگاهی ساینس به چاپ برساند. او در سیستم مدرسه‌ای آمریکا، با جهش تحصیلی یک پایه را رد کرده بود. رینتارو معمولاً عادت دارد او را دستیار (助手 joshu) صدا بزند یا نام‌های دیگری همچون "کریستینا" (クリスティーナ Kurisutīna)، "د زامبی" (the Zombie) و "سلب سو" (Celeb Sev). که هرکدام از این اسامی کوریسو را تا حدی آزار می‌دهند. او شخصیتی همچون یک تسوندرۀ آرام دارد؛ گرچه وقتی که دیگران (به ویژه ایتارو) به این موضوع اشاره می‌کنند، او به آن اعتراض می‌کند. کوریسو با پدرش میانۀ خوبی ندارد و سالهاست که با او حرف نزده است. او تحت نام کاربری "کوری‌گوهان اند کامه‌هامه‌ها" (KuriGohan and Kamehameha) در @چن (نسخۀ درون‌داستانی ۲چنل) حساب دارد.
شینا مایوری (椎名 まゆり Shiina Mayuri)
شینا مایوری بهترین دوست دوران کودکی رینتارو است. او معمولاً سربه‌هوا بوده و نیز عضو آزماشگاه شمارهٔ ۰۰۲ می‌باشد. مایوری عاشق درست کردن لباس‌های کازپلی بوده و در یک کافه خدمتکار به نام "می‌کوئین نیان‌نیان" به صورت پاره‌وقت کار می‌کند. او معمولاً خودش را با واژهٔ ترکیبی مایوشی (まゆしぃ)، که ترکیبی از نام و نام خانوادگی‌اش است، مورد خطاب قرار می‌دهد. ایتارو نیز او را با همین نام صدا می‌زند. مایوری شیوۀ آهنگین ویژه‌ای از صحبت کردن دارد و به‌طور معمول هنگامی که به آزمایشگاه می‌رسد یا می‌خواهد خودش را به بقیه معرفی کند، می‌گوید: توتورو  (トゥットゥルー tutturū). چند سال پیش، او مادربزرگش را تحت رخدادهای نامعمولی از دست داد. رینتارو برای اینکه مایوری گرفتار اندوه نشود، او را "گروگان" خود نامید؛ به‌طوری که حتی شخصیت عجیب و غریب رینتارو نیز به خاطر مایوری است. او ۱۶ ساله و دانش‌آموزی سال دومی در یک مدرسۀ خصوصی وابسته به دانشگاه می‌باشد.
هاشیدا ایتارو (橋田 至 Hashida Itaru)
هاشیدا ایتارو هکری باتجربه است که با رینتارو از دوران دبیرستان آشنا بوده و عضو آزمایشگاه شمارۀ ۰۰۳ می‌باشد. او مهارت زیادی در برنامه‌نویسی کامپیوتر و سخت‌افزارهای کامپیوتری جدید یا قدیمی دارد. او همچنین در زمینۀ فرهنگ اوتاکو خبره است. رینتارو و مایوری او را با نام ترکیبی "دارو" (ダル Daru) که ترکیبی از نام و نام خانوادگی‌اش است، مورد خطاب صدا می‌زنند. رینتارو گاهی اوقات او را با نام مستعار سوپر هاکا (スーパーハカー Sūpā Hakā) صدا می‌زند. ایتارو اغلب از رفتارهای مکرر توهمی رینتارو آزرده می‌شود. او ۱۹ ساله بوده و همچون رینتارو دانشجوی سال اولی در دانشگاه دِنکی توکیو می‌باشد. او به عنوان دَش (DaSH) در رمان تصویری روباتیکس؛نوتس و نیز به عنوان یک شخصیت اصلی در دنبالۀ آن با عنوان روباتیکس؛نوتس دش ظاهر می‌شود.
کیریو موئکا (桐生 萌郁 Kiryu Moeka)
کیریو موئکا دختر ۲۰ سالهٔ قد بلندی بوده که در جستجوی آی‌بی‌ان ۵۱۰۰ است و رینتارو در آکیهابارا به او برخورد می‌کند. او عضو آزمایشگاه شمارۀ ۰۰۵ می‌باشد. موئکا به شدت مراقب گوشی‌اش است و اگر کسی بخواهد آن را از او بگیرد، بسیار پریشان و آشفته می‌شود. او بسیار خجالتی است و ترجیح می‌دهد به جای صحبت کردن به دیگران با گوشی پیام دهد؛ حتی اگر شخص موردنظر دقیقاً جلویش باشد. اوکابه او را با نام مستعار انگشت درخشان (閃光の指圧師（シャイニング・フィンガー） Shainingu Fingā) صدا می‌زند.
اوروشیبارا روکا (漆原 るか Urushibara Ruka)
اوراشیبارا روکا، ۱۶ ساله، دوست اوکابه و عضو آزمایشگاه شمارۀ ۰۰۶ است. ظاهر، رفتار و کردارش در نتیجۀ تربیتش تا حدی زنانه است که می‌توان این برداشت را گرفت که روکا احتمالاً تراجنس است. او همکلاسی و دوست صمیمی مایوری می‌باشد. اوکابه روکا را با نام مستعار زنانۀ روکاکو (ルカ子 Rukako) صدا می‌زند و او را به عنوان شاگرد خود می‌بیند.
فریس نیان‌نیان (フェイリス・ニャンニャン Feirisu NyanNyan) / آکیها رومیهو (秋葉 留未穂 Akiha Rumiho)
فریس نیان‌نیان در کافه خدمتکار "می‌کوئین نیان‌نیان"، همان کافه‌ای که مایوری در آن مشغول است، کار می‌کند. او پرطرفدارترین پیشخدمت در آنجاست و نیز عضو آزمایشگاه شمارۀ ۰۰۷ می‌باشد. نام واقعی او آکیها رومیهو است. خانوادۀ او مالک زمین‌های منطقۀ آکیهابارا بودند و رومیهو کسی بود که فرهنگ انیمه و موئه را به این منطقه آورد. او عادت دارد در آخر جملاتش "میو" (ニャン nyan) بگوید. او ۱۷ ساله است.
آمانه سوزوها (阿万音 鈴羽 Amane Suzuha)
آمانه سوزوها پاره وقت در مغازهٔ صاحب آپارتمان رینتارو کار می‌کند و در آکیهابارا در جستجوی پدرش می‌باشد. او عضو آزمایشگاه شمارهٔ ۰۰۸ است. او عاشق دوچرخه سواری است و آنطور که به نظر می‌آید با کوریسو به دلایلی در تقابل است. بعداً فاش می‌شود که سوزوها مسافر زمان و همان جان تایتر است که از آینده آمده و نیز دختر آیندهٔ ایتارو می‌باشد. نام واقعی او نیز هاشیدا سوزو (橋田 鈴 Hashida Suzu) است.
تنوجی یوگو (天王寺 裕吾 Tennouji Yugo)
تنوجی یوگو صاحب آپارتمان اوکابه است و زیر آن مغازۀ تعمیرات تلویزیون دارد. او همراه با دخترش، نائه، زندگی می‌کند. رینتارو به خاطر اشتیاق تنوجی نسبت به تلویزیون‌های سی‌آرتی به او نام مستعار "مستر براون" (Mr. Braun) داده است (در ژاپن تلویزیون‌های سی‌آرتی معروف به تلویزون‌های لامپ براون است). تنوجی معمولاً خشن و بی‌حوصله است، به خصوص نسبت به رینتارو؛ اما نسبت به دختر و تلویزیون‌هایش با دلسوزی رفتار می‌کند.
تنوجی نائه (天王寺 綯 Tennouji Nae)
دختر یوگو که همراه با او زندگی می‌کند و با مایوری و سوزوها به خوبی کنار می‌آید؛ اما از رینتارو می‌ترسد. او در رمان تصویری روباتیکس؛نوتس عضو جاکسا می‌باشد.
دکتر ناکاباچی (ドクター中鉢)
پدر کوریسو و آنتاگونیست حقیقی این رمان. علاقۀ شدید او به پیشی گرفتن از دخترش در زمینۀ علوم در نهایت منجر به وقوع جنگ جهانی سوم می‌شود. نام واقعی او ماکیسه شوئیچی (牧瀬 章一 Makise Shoichi) می‌باشد.

### خلاصۀ داستان

#### مسیرپایان حقیقی
خلاصۀ ذیل بر اساس مسیر پایان حقیقی می‌باشد.
داستان اشتاینز؛گیت در منطقۀ آکیهابارا توکیو رخ می‌دهد. در ۲۸ ژوئیهٔ ۲۰۱۰ اوکابه رینتارو و دوستش شینا مایوری برای شرکت در یک کنفرانس به ساختمان رادیو کایکان می‌روند. رینتارو در همان ساختمان جسد دختری به نام ماکیسه کوریسو را غرق در خون پیدا می‌کند. همزمان که رینتارو دربارهٔ این حادثه به دوستش هاشیدا ایتارو پیامی می‌فرستد، پدیده‌ای عجیب را تجربه می‌کند و مردمی که اطراف او بودند، ناپدید می‌شوند، به‌طوری که هیچکسی جز خودش از این تغییرات آگاه نیست. او بعداً به‌طور تصادفی با کوریسو روبرو می‌شود، که به‌طور اعجاب‌انگیزی زنده و سالم است. او همچنین پی می‌برد پیامی که به ایتارو فرستاده، یک هفته قبل به او رسیده است. طولی نمی‌کشد که رینتارو استنباط می‌کند "فون‌ویو" (PhoneWave) که او و دوستانش داشتند بر روی توسعهٔ آن کار می‌کردند، در حقیقت ماشین زمانی است که توانایی فرستادن پیام‌ها به گذشته را دارد. رینتارو و دوستانش همچنین می‌فهمند که سرن (SERN)، سازمانی که مدتی است در حال تحقیق بر روی سفر در زمان می‌باشد، در حقیقت موفق شده‌ انسان‌ها را به گذشته بفرستد؛ گرچه همهٔ آنها منجر به مرگ سوژه‌های آزمایشگاهی شده‌اند. رینتارو شروع به آزمایش کردن "دی-میل‌ها" (Dメール D-Mails, کوتاه شدهٔ دلورین ایمیل) می‌کند که منجر به تغییرات گسترده در خط‌زمان می‌شود. کوریسو نیز موفق به ساختن دستگاهی می‌شود که می‌تواند خاطرات یک شخص را از طریق مایکروویو انتقال دهد، که این امکان را فراهم می‌کند شخص موردنظر به‌طور مؤثر به گذشته بجهد.
در همین حال، سرن از وجود چنین ماشین زمانی باخبر می‌شود و گروهی را به رهبری موئکا می‎‌فرستد تا آن را به چنگ بیاورند؛ که در طول این فرایند مایوری را نیز به قتل می‌رسانند. رینتارو با استفاده از ماشین جهش زمان کوریسو چندین بار به عقب بر می‌گردد تا مایوری را از مرگ نجات دهد، اما افسوس که تلاش‌هایش بی‌فایده است. رینتارو که درمانده شده و دیگر به تنگ آمده، با آمانه سوزوها مواجه می‌شود. دختری از آینده‌ای که توسط سرن، که به ماشین زمان دست پیدا کرده، حکومت می‌شود. آمانه به رینتارو می‌گوید که او باید به خط جهانی بتا برگردد. رینتارو با خنثی کردن اثرات حاصل از دی-میل‌هایی که منجر به تغییرات در خط‌زمان شد، کامپیوتر آی‌بی‌ان ۵۱۰۰ را که قبلاً از دست داده بودند، دوباره به دست می‌آورد. این کامپیوتر این امکان را برای آنها فراهم آورد که بتوانند به سیستم‌های سرن نفوذ کنند و شواهد دی-میل اصلی رینتارو را حذف کنند. با این حال، رینتارو پی می‌برد که با انجام این کار، او به خط‌زمانی بر می‌گردد که در آن کوریسو مرده است. پس از اینکه احساساتشان را نسبت به همدیگر می‌فهمند، کوریسو به رینتارو می‌گوید که مایوری را نجات دهد. رینتارو با اکراه قبول می‌کند و شواهد دی-میلش را از پایگاه دادهٔ سرن حذف می‌کند که او را به خط جهانی بتا، جایی که کوریسو در ابتدای داستان مرده بود، بر می‌گرداند و دیگر دوستان رینتارو، به جز خود او، هر چیزی را که اتفاق افتاده بود را به یاد نمی‌آورند.
چند روز بعد، سوزوها از خط جهانی موازی دیگری روبروی رینتارو ظاهر می‌شود. او با استفاده از یک ماشین زمان از آینده آمده تا به رینتارو راهی را برای جلوگیری از وقوع جنگ جهانی سوم در آینده نشان دهد. او به رینتارو می‌گوید که برای این کار باید جلوی مرگ کوریسو را به دستان پدرش، دکتر ناکاباچی، که نظریهٔ سفر در زمان دخترش را دزدید تا آن را به نام خودش به چاپ برساند، بگیرد. اما این عملیات منتهی به فاجعه می‌شود چون رینتارو خودش کوریسو را به اشتباه به قتل می‌رساند. پس از این شکست، رینتارو پیامی از خود آینده‌اش دریافت می‌کند که به او می‌گوید راه نجات کوریسو بدون تغییر رخدادهایی که منجر به توسعهٔ یک ماشین زمان می‌شود، این است که خود گذشته‌اش را به گونه‌ای فریب دهد تا باور کند کوریسو به قتل رسیده است تا سرانجام به خط‌زمان با ارزش دیورژانس (واگرایی) ٪۱٫۰۴۸۵۹۶ یا همان "اشتاینز گیت" برسد. رینتارو دوباره به گذشته بر می‌گردد و زندگی خودش را به خطر می‌اندازد تا زندگی کوریسو را نجات داده، ناکاباچی را از دزدیدن نظریه‌های سفر در زمان و فرار جلوگیری می‌کند، گذشتهٔ خودش را فریب داده و او را در مسیر سفر در زمان قرار می‌دهد. پس از این، رینتارو  به خط جهانی اشتاینز گیت بر می‌گردد و بالاخره از تهدید وقوع جنگ جهانی سوم در امان است. بعداً رینتارو و کوریسو اتفاقی (یا بر اساس سرنوشت) در یکی از خیابان‌های آکیهابارا با هم تجدید دیدار می‌کنند، در حالی که کوریسو ظاهراً خاطرات ماندگاری از خط‌زمان‌های دیگر به یاد دارد.

#### پایان‌های جایگزین
انتخاب‌های بازیکن در طول بازی می‌تواند به پایان‌های جایگزین ختم شود.
- در پایان آمانه سوزوها، اوکابه تصمیم می‌گیرد دی-میلی را که باعث می‌شد او دنبال سوزوها نرود، نفرستد. او برای نجات مایوری از مرگ، دو روز منتهی به مرگش را دائماً و پشت سر هم در زمان جهش می‌کند. پس از تعداد بی‌شماری جهش در زمان، اوکابه تمام احساسات و شخصیتش را از دست می‌دهد؛ به طوری که به ایتارو هشداری نمی‌دهد تا ببیند آیا کامیون او را زیر می‌گیرد یا نه؛ و نیز به او وسوسه می‌شود که به سوزوها تجاوز کند. سرانجام سوزوها متوجه رفتارهای اوکابه می‌شود و به او می‌گوید که از داخل به آهستگی "خواهد مرد" و میزان واگرایی جهان بدون تغییر و طبق برنامه ادامه خواهد یافت. هر دوی آنها تصمیم می‌گیرند با همدیگر به گذشته سفر کنند و عهد می‌کنند که آیندۀ ویران‌شهرانۀ سرن را متوقف سازند؛ گرچه احتمالش وجود دارد که آنها پس از سفر به گذشته خاطراتشان را از دست می‌دهند.

- در پایان فریس نیان‌نیان، اوکابه در جهت گم نشدن کامپیوتر آی‌بی‌ان ۵۱۰۰ تصمیم می‌گیرد دی-میلی را که منجر به مرگ پدر فریس می‌شد، نفرستد. بجای آن، اوکابه دی-میل دیگری می‌فرستد تا پدر فریس را متقاعد کند کامپیوتر آی‌بی‌ان را به فرد دیگری ندهد. با اینکار اوکابه به میزان واگرایی بالاتر از ٪۱ می‌رسد اما دیورژانس‌متر خروجی عجیبی می‌دهد و تمام دوستان اوکابه هیچ خاطره‌ای از او ندارند. در این خط‌زمان اوکابه و فریس یک زوج‌اند و با همدیگر زندگی می‌کنند و نیز در مسابقات کارت‌بازی جنگجویان رای‌نت اکسس شرکت می‌کنند. اگرچه اوکابه از اینکه هیچیک از دوستانش او را به یاد ندارند ناامید است، اما با این حال از اینکه سرانجام توانست جلوی مرگ مایوری را بگیرد راضی است. او تصمیم می‌گیرد همراه با فریس در کنارش یک زندگی نو بسازد.

- در پایان اوراشیبارا روکا، اوکابه تصمیم می‌گیرد دی-میلی که روکا را تبدیل به یک مرد می‌کرد، نفرستد. او مرگ منتظرۀ مایوری را به طور کامل می‌پذیرد، تلاش اضافه‌ای در جهت نجات او نمی‌کند و آنها دو روز آخر را قبل از اینکه مایوری بر اثر حملۀ قلبی فوت کند، با هم می‌گذرانند. اوکابه و روکا تصمیم می‌گیرند بقیۀ عمرشان را با همدیگر زندگی کنند، در حالی که هر دوی آنها از گناه و اندوهی رنج می‌برند که تنها خودشان آن را درک می‌کنند. در یک صحنۀ پس از تیتراژ، مشخص شد که اوکابه و روکا یک بچه دارند.

- در پایان شینا مایوری، اوکابه باید بین نجات مایوری یا کوریسو یکی را انتخاب کند. اوکابه که می‌فهمد نسبت به مایوری احساسات عاشقانه در خود دارد، او و کوریسو تصمیم می‌گیرند به خط‌جهان بتا برگردند که در آن کوریسو طبق برنامه به قتل می‌رسد. پس از هک کردن پایگاه اطلاعاتی سرن با استفاده از کامپیوتر آی‌بی‌ان ، واگرایی به بیش از %۱ می‌رسد. اوکابه قول می‌دهد خاطراتی که از کوریسو دارد، به یاد داشته باشد و سرانجام وقت خود را با مایوری به عنوان عاشق می‌گذراند.

- مسیر رسیدن به پایان ماکیسه کوریسو شبیه پایان حقیقی است. برای رسیدن به این پایان، اوکابه باید در طول بازی چندین بار با کوریسو مکالمه داشته باشد. با اینکار اوکابه و کوریسو به احساسات درون خود برای همدیگر پی می‌برند. برخلاف پایان حقیقی قتل کوریسو اجتناب ناپذیر است، سوزوها هرگز بر نمی‌گردد و نیز اشاره می‌شود که در نهایت در این جهان جنگ جهانی سوم رخ خواهد داد.

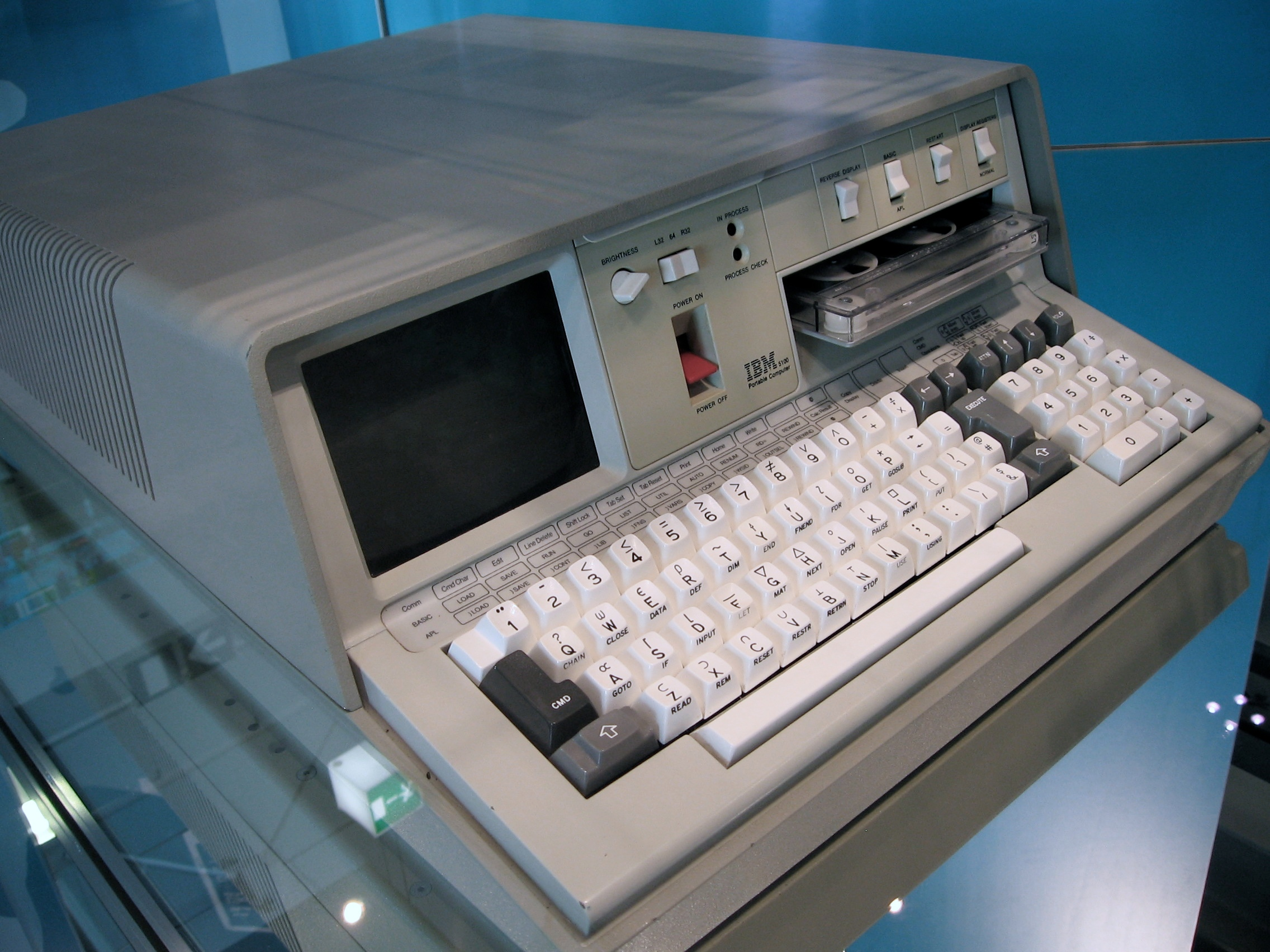
آی‌بی‌ام ۵۱۰۰ که نام آن در رمان به آی‌بی‌ان ۵۱۰۰ تغییر داده شده است.‎‌
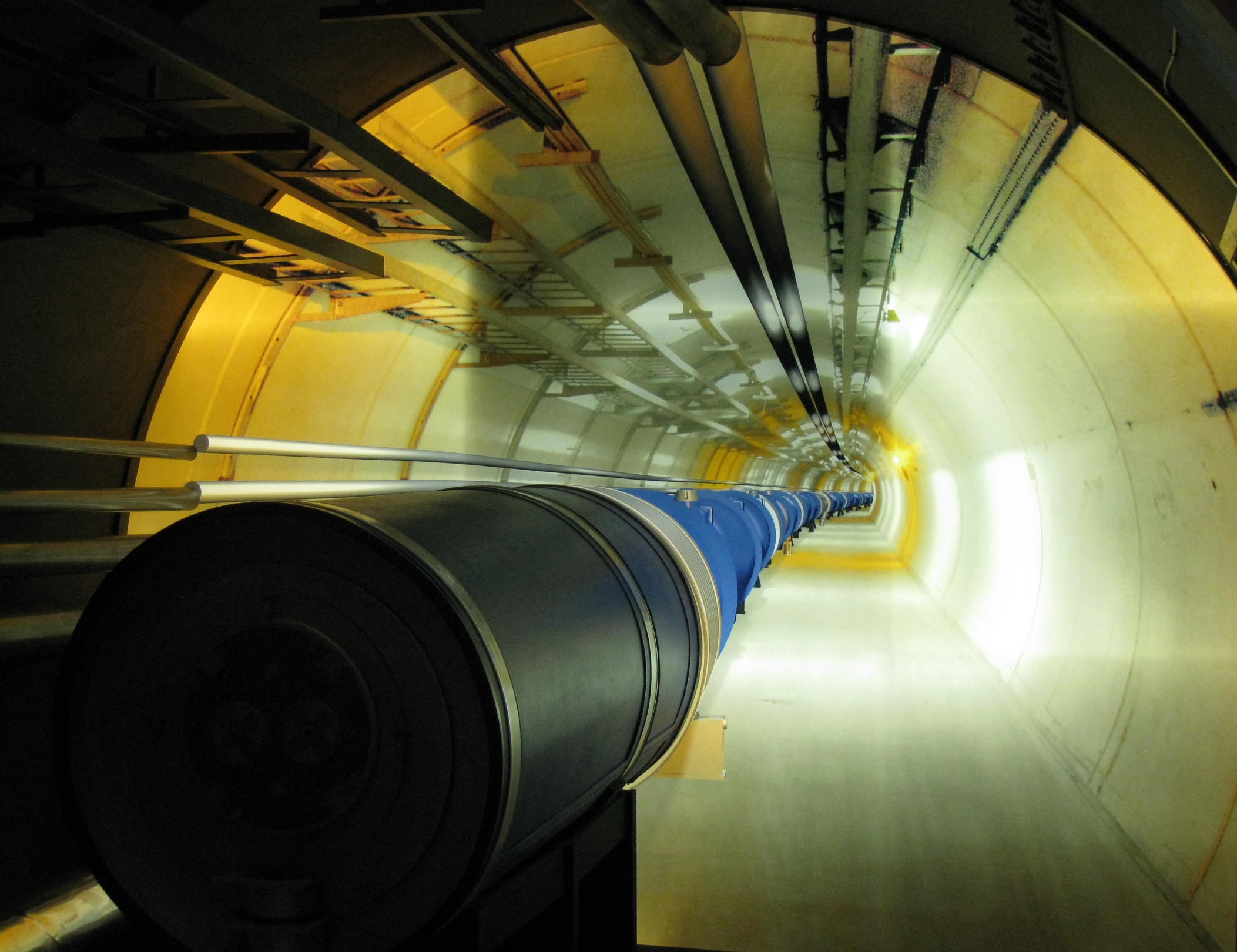
برخورد دهنده هادرونی بزرگ، شتاب دهندۀ پروتونی در زیر مرز سوئیس-فرانسه که در رمان توسط سرن برای آزمایش‌های سفر در زمان استفاده شد.